# Xu Jiao

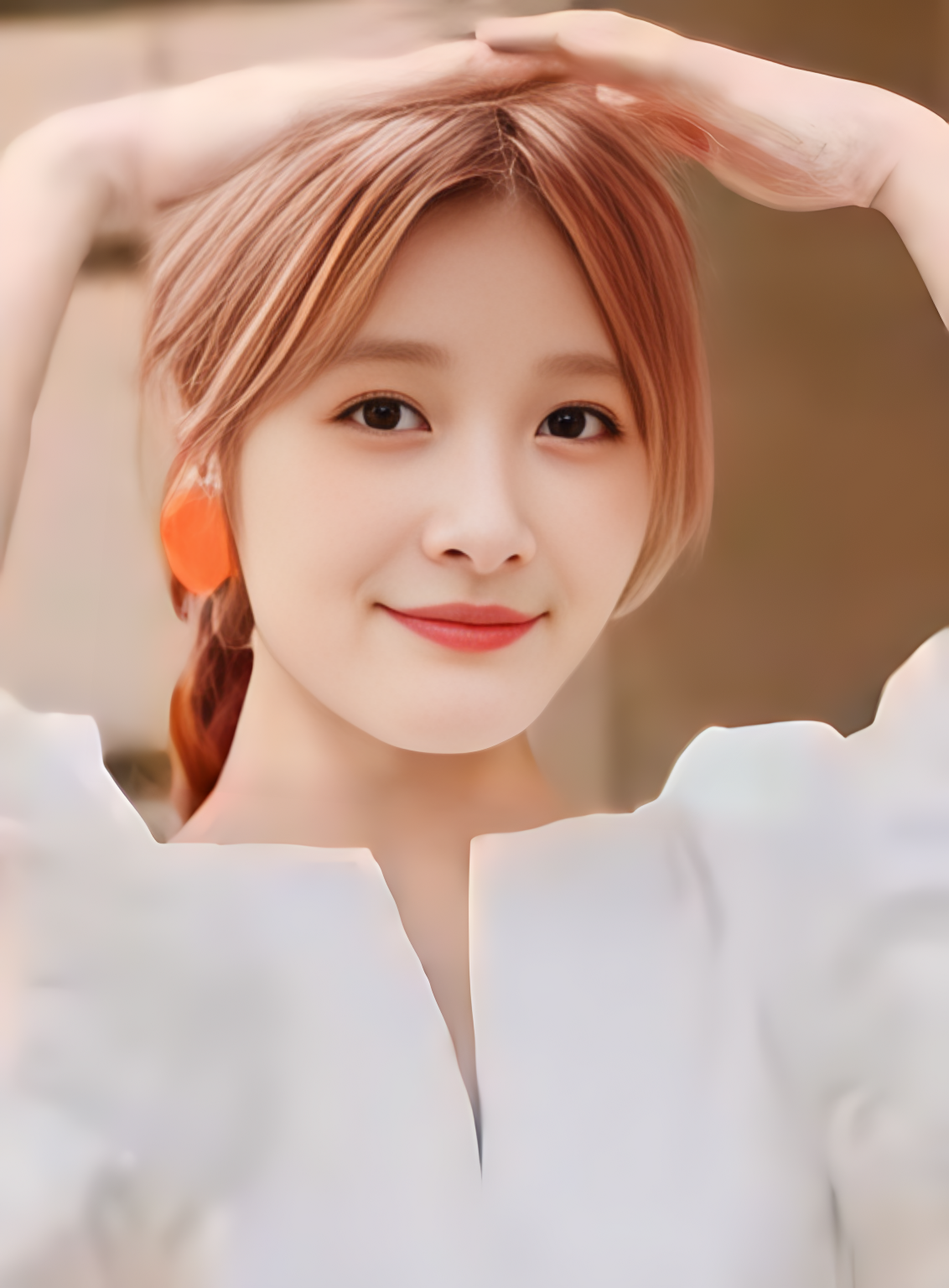
Xu Jiao (2023)

Xu Jiao (chinesisch 徐嬌 / 徐娇, Pinyin Xú Jiāo; * am 5. August 1997 in Ningbo, Zhejiang) ist eine chinesische Schauspielerin, die bereits als Kinderdarstellerin erfolgreich war.
Sie gab ihr Filmdebüt in dem Sci-Fi-Film CJ7 – Nicht von dieser Welt aus dem Jahr 2008, in dem sie den Filmsohn des Regisseurs Stephen Chow spielte. Für ihre Darstellung gewann sie 2009 den Hong Kong Film Award in der Kategorie Best New Performer.
An der chinesischen Synchronisation des Films Astro Boy (2009) wirkte Xu Jiao als Sprecherin mit.
Xu Jiao ist außerdem für ihre Hauptrollen in Starry Starry Night sowie in der südkoreanischen Komödie Mr. Go bekannt.

## Filmografie (Auswahl)
Kino
- 2008: CJ7 – Nicht von dieser Welt (Cheung gong 7 hou)
- 2009: Mulan – Legende einer Kriegerin (Hua Mulan)
- 2010: Ip Man Zero (Yip Man chin chyun)
- 2010: Future X-Cops (Mei loi ging chat)
- 2011: Kung Fu: Die Tochter des Meisters (Wu Dang)
- 2011: Starry Starry Night (Xing kong)
- 2012: Wu Dang – Auf der Jagd nach dem magischen Schwert (Da Wu Dang zhi tian di mi ma)
- 2013: Mr. Go (Mi-seu-teo Go)
- 2014: Dragon Nest: Warriors’ Dawn (Long Zhi Gu: Po Xiao Qi Bing)
- 2015: The Strange House (Tong ling zhi liu shi gu zhai)
- 2019: Miss Forever (Yi sheng you ni)

Fernsehen
- 2016: Ice Fantasy (Huànchéng, 幻城)
- 2018: Beyond Light Years (Chū yù zài guāngnián zhī wài, 初遇在光年之外)